# Karl Gustav Friedrich Hüttenschmid
Karl Gustav Friedrich Hüttenschmid (* 30. April 1774 in Weilimdorf; † 1839 in Zürich) war der erste deutsche Apotheker der seit der Reformation in Zürich die Genehmigung zur Einbürgerung erhielt.

## Leben
Er lernte vermutlich in einer Apotheke in Württemberg und kam als Gehilfe im Jahre 1795 in die Schweiz. Dort wurde er 1795 Provisor der Apotheke von Hottinger zu drei Seilern und anschließend von Schultheiß bei Hammerstein. Durch Verschwägerung erlangte er 1799 dort die Teilhaberschaft und blieb bis zu seinem Tod der Besitzer der Apotheke in Zürich.
In Zürich gründete er eine württembergische Schule der Pharmazie, diese wurde von seinem Sohn Karl Friedrich weitergeführt. Die meisten Gehilfen seiner Apotheke waren aus Württemberg. In der Apotheke wurden große Mengen Galenica hergestellt und erreichten den Umfang einer Materialwarenhandlung. Er belieferte viele Stadt- und Landärzte in und um Zürich die damals meistens noch selbst dispensierten.

## Werke (Auswahl)
- Jamaicin und Surinamin, zwei neue Pflanzenstoffe, aufgefunden von Dr. Hüttenschmid aus Zürich. In: Peter Jonas Bergius und John Adamson (Hrsg.) Magazin für Pharmacie und die dahin einschlagenden Wissenschaften. 2. Jahrgang (Band 7), Chr. Fr. Müller, Karlsruhe 1824, S. 251–256 (Digitalisat); S. 283–289: Besprechung der Dissertation von Hüttenschmid (Digitalisat)

| Personendaten    | Personendaten                        |
| ---------------- | ------------------------------------ |
| NAME             | Hüttenschmid, Karl Gustav Friedrich  |
| KURZBESCHREIBUNG | deutscher Apotheker, tätig in Zürich |
| GEBURTSDATUM     | 30. April 1774                       |
| GEBURTSORT       | Weilimdorf                           |
| STERBEDATUM      | 1839                                 |
| STERBEORT        | Zürich                               |